# Federico Grabich
Federico Grabich (Casilda, Provincija Santa Fe, 26. ožujka 1990.) je argentinski plivački reprezentativac i rekorder hrvatskog podrijetla.
Prvo veliko Grabichevo natjecanje bilo je svjetsko juniorsko prvenstvo 2008. gdje je osvojio 5. mjesto na 50 m slobodno. Osvojio je mnoštvo medalja na Južnoameričkim igrama 2010. i 2014., južnoameričkim prvenstvima u plivanju 2012. i 2014. te na Panameričkim igrama 2011. i 2015. godine. Sudjelovao je na Olimpijskim igrama 2012. gdje je ukupno bio 41. na 100 m leđno, ne plasiravši se u poluzavršnicu.
Osvajač je prvog argentinskog plivačkog odličja na svjetskom prvenstvu.

## Vanjske poveznice
- Información del Participante en los Juegos Suramericanos de 2010
- Croatas En Español, Facebook vijesti od 5. kolovoza 2015. u 17:25 te 14. srpnja 2015. u 17:43